# Studio Gokumi
Studio Gokumi Co., Ltd. (яп. 株式会社Studio五組 кабусики гайся Сутадзио Гокуми, букв.«Пятая студийная группа») — японская аниме-студия, основанная бывшими сотрудниками Gonzo.

## История
Studio Gokumi была основана в мае 2010 года после того, как члены подразделения номер пять студии Gonzo покинули компанию, чтобы создать собственную. Подразделение номер пять Gonzo было ответственно за работу над Strike Witches и Saki.
Первой работой студии в конце 2010 года стала OVA Koe de Oshigoto!. Весной 2011 года, Koe de Oshigoto! и A Channel дебютировали как первые аниме-сериалы студии. Производство Saki было передано Studio Gokumi от студии Gonzo.

## Работы
- Koe de Oshigoto! (2010–2011)
- A Channel (2011 — 2012)
- Saki: Achiga-hen - Episode of Side-A (2012)
- Kono Naka ni Hitori, Imouto ga Iru! (2012)
- Oda Nobuna no Yabou (2012) (совместно с Madhouse)
- Dansai Bunri no Crime Edge (2013)
- Kin-iro Mosaic (2013)
- Saki: Zenkoku-hen (2014)
- Escha & Logy no Atelier: Tasogare no Sora no Renkinjutsushi (2014)
- Yuuki Yuuna wa Yuusha de Aru (2014)
- Hello!! Kiniro Mosaic (2015)
- Lance N' Masques (2015)
- Koukaku no Pandora: Ghost Urn (2016)
- Seiren (2017)
- Yuuki Yuuna wa Yuusha de Aru: Washio Sumi no Shou (2017)
- Yuuki Yuuna wa Yuusha de Aru: Yuusha no Shou (2017)
- Tsurezure Children (2017)
- Ramen Daisuki Koizumi-san (совместно с AXsiZ) (2018)
- Katana Maidens ~ Toji No Miko (2018)
- Tonari no Kyuketsuki-san (совместно с AXsiZ) (2018)